# قائمة أعلام يوغوسلافيا
هذه قائمة بالأعلام التي كانت تستخدم في يوغوسلافيا. لمزيد من المعلومات عن العلم الوطني، انظر مقالة علم يوغوسلافيا.

## أعلام وطنية ومدنية
| علم | تاريخ     | استخدام                                   | وصف |
| --- | --------- | ----------------------------------------- | --- |
|     | 1918–1945 | العلم الوطني وراية الدولة والراية المدنية | ثلاث شرائط أفقية متساوية في العرض بألوان القومية السلافية، الأزرق (أعلى) والأبيض والأحمر.                                              |
|     | 1945–1946 | العلم الوطني وراية الدولة والراية المدنية | ثلاث شرائط أفقية متساوية في العرض بألوان القومية السلافية، الأزرق (أعلى) والأبيض والأحمر، بوجود نجمة حمراء في منتصف الشريطة البيضاء.   |
|     | 1946–1992 | العلم الوطني                              | ثلاث شرائط أفقية متساوية في العرض بألوان القومية السلافية، الأزرق (أعلى) والأبيض والأحمر، بوجود نجمة حمراء بحدود صفراء في منتصف العلم. |
|     | 1950–1992 | راية الدولة والراية المدنية               | ثلاث شرائط أفقية متساوية في العرض بألوان القومية السلافية، الأزرق (أعلى) والأبيض والأحمر، بوجود نجمة حمراء بحدود صفراء في منتصف العلم. |

## أعلام عسكرية

### رايات بحرية
| علم | تاريخ     | استخدام                                          | وصف                                                                                       |
| --- | --------- | ------------------------------------------------ | ----------------------------------------------------------------------------------------- |
|     | 1949–1992 | الراية البحرية ليوغوسلافيا                       |                                                                                           |
|     | 1943–1949 | الراية البحرية ليوغوسلافيا                       |                                                                                           |
|     | 1942–1943 | الراية البحرية ليوغوسلافيا                       |                                                                                           |
|     | 1944–1945 | الراية البحرية ليوغوسلافيا · (الحكومة في المنفى) | ثلاث شرائط أفقية متساوية في العرض بألوان القومية السلافية، الأزرق (أعلى) والأبيض والأحمر. |
|     | 1922–1944 | الراية البحرية ليوغوسلافيا                       |                                                                                           |
|     | 1918–1922 | الراية البحرية ليوغوسلافيا                       |                                                                                           |

### أعلام بحرية
| Flag | Date      | Use                      | Description |
| ---- | --------- | ------------------------ | ----------- |
|      | 1963–1992 | العلم البحري ليوغوسلافيا |             |
|      | 1956–1963 | العلم البحري ليوغوسلافيا |             |

## أعلام الحكومة

### حكومية
| علم | تاريخ      | استخدام             | وصف |
| --- | ---------- | ------------------- | --- |
|     | 1963–1992  | راية رئاسية         |     |
|     | 1956–1963  | راية رئاسية         |     |
|     | 1949–1956  | راية رئاسية         |     |
|     | 1981–1992  | راية عضو من الرئاسة |     |
|     | 1981–1992  | راية رئيس الوزراء   |     |
|     | 1937–1945  | راية رئيس الوزراء   |     |
|     | 1920s–1990 | علم رابطة الشيوعين  |     |

### ملكية
| علم | تاريخ     | استخدام                     | وصف |
| --- | --------- | --------------------------- | --- |
|     | 1922–1937 | الراية الملكية للملك        |     |
|     | 1937–1941 | الراية الملكية للملك        |     |
|     | 1937–1941 | راية الملكة                 |     |
|     | 1937–1941 | راية الأمير الوصي           |     |
|     | 1937–1941 | راية ولي العهد              |     |
|     | 1937–1941 | راية عضو من العائلة الملكية |     |
|     | 1937–1941 | راية وصي العرش              |     |

## أعلام الجمهوريات

### البوسنة والهرسك
| علم | تاريخ     | استخدام                                                 | وصف |
| --- | --------- | ------------------------------------------------------- | --- |
|     | 1946–1992 | العلم الوطني والراية المدينة وراية دولة البوسنة والهرسك |     |
|     | 1944–1946 | العلم الوطني والراية المدينة وراية دولة البوسنة والهرسك |     |

### كرواتيا
| علم | تاريخ     | استخدام                                         | وصف |
| --- | --------- | ----------------------------------------------- | --- |
|     | 1990–1991 | العلم الوطني والراية المدينة وراية دولة كرواتيا |     |
|     | 1990      | العلم الوطني والراية المدينة وراية دولة كرواتيا |     |
|     | 1947–1990 | العلم الوطني والراية المدينة وراية دولة كرواتيا |     |
|     | 1943–1947 | العلم الوطني والراية المدينة وراية دولة كرواتيا |     |

### مقدونيا
| علم | تاريخ     | استخدام                                         | وصف |
| --- | --------- | ----------------------------------------------- | --- |
|     | 1946–1991 | العلم الوطني والراية المدينة وراية دولة مقدونيا |     |
|     | 1944–1946 | العلم الوطني والراية المدينة وراية دولة مقدونيا |     |

### الجبل الأسود
| علم | تاريخ     | استخدام                                              | وصف |
| --- | --------- | ---------------------------------------------------- | --- |
|     | 1946–1992 | العلم الوطني والراية المدينة وراية دولة الجبل الأسود |     |
|     | 1943–1946 | العلم الوطني والراية المدينة وراية دولة الجبل الأسود |     |

### صربيا
| علم | تاريخ     | استخدام                                       | وصف |
| --- | --------- | --------------------------------------------- | --- |
|     | 1947–1992 | العلم الوطني والراية المدينة وراية دولة صربيا |     |
|     | 1943–1947 | العلم الوطني والراية المدينة وراية دولة صربيا |     |

### سلوفينيا
| علم | تاريخ     | استخدام                                          | وصف |
| --- | --------- | ------------------------------------------------ | --- |
|     | 1947–1990 | العلم الوطني والراية المدينة وراية دولة سلوفينيا |     |
|     | 1943–1947 | العلم الوطني والراية المدينة وراية دولة سلوفينيا |     |

## أعلام بانية
| علم | تاريخ     | استخدام                              | وصف                 |
| --- | --------- | ------------------------------------ | ------------------- |
|     | 1939–1941 | العلم المدني و‌راية بانوفينا كرواتيا  | تستخدمه هولندا علمًا |
|     | 1939–1941 | علم الدولة والراية لبانوفينا كرواتيا |                     |

## رايات عسكرية
| علم | تاريخ     | استخدام                         | وصف |
| --- | --------- | ------------------------------- | --- |
|     | 1929–1941 | راية مشير (فويفودا) يوغوسلافي   |     |
|     | 1929–1941 | راية جنرال من الجيش اليوغوسلافي |     |
|     | 1929–1941 | راية لواء فرقة يوغوسلافي        |     |
|     | 1929–1941 | راية عميد يوغوسلافي             |     |

## وصلات خارجية
- Flags of Yugoslavia (at Flags & Arms of the Modern Era)